# Puchar Europy w Lekkoatletyce 1967 – eliminacje mężczyzn (Ateny)
Eliminacje pucharu Europy w lekkoatletyce w 1967 mężczyzn odbyły się 24 i 25 czerwca w Atenach. Były to jedne z trzech zawodów eliminacyjnych. Pozostałe odbyły się w Dublinie i Kopenhadze.
Wystąpiły cztery zespoły, z których zwycięzca awansował do półfinału w Duisburgu.

## Klasyfikacja generalna
| Poz. | Reprezentacja | Punkty |
| ---- | ------------- | ------ |
| 1    | Szwajcaria    | 66     |
| 2    | Hiszpania     | 54     |
| 3    | Grecja        | 48     |
| 4    | Portugalia    | 33     |

## Wyniki indywidualne
Kolorem oznaczono zawodników reprezentujących zwycięską drużynę.

### Bieg na 100 metrów
| Lp. | Państwo    | Zawodnik                | Wynik |
| --- | ---------- | ----------------------- | ----- |
| 1.  | Szwajcaria | Philippe Clerc          | 10,5  |
| 2.  | Grecja     | Charis Ajwaliotis       | 10,5  |
| 3.  | Hiszpania  | Juan Carlos Jones       | 10,8  |
| 4.  | Portugalia | António Fonseca e Silva | 10,9  |

### Bieg na 200 metrów
| Lp. | Państwo    | Zawodnik          | Wynik |
| --- | ---------- | ----------------- | ----- |
| 1.  | Szwajcaria | Philippe Clerc    | 21,3  |
| 2.  | Grecja     | Charis Ajwaliotis | 21,3  |
| 3.  | Hiszpania  | Miguel Iraundegui | 21,5  |
| 4.  | Portugalia | José Magalhães    | 21,6  |

### Bieg na 400 metrów
| Lp. | Państwo    | Zawodnik                 | Wynik |
| --- | ---------- | ------------------------ | ----- |
| 1.  | Hiszpania  | Ramón Magariños          | 48,0  |
| 2.  | Szwajcaria | René Salm                | 48,4  |
| 3.  | Grecja     | Nikolaos Regukos         | 48,8  |
| 4.  | Portugalia | José Barceló de Carvalho | 49,8  |

### Bieg na 800 metrów
| Lp. | Państwo    | Zawodnik                 | Wynik  |
| --- | ---------- | ------------------------ | ------ |
| 1.  | Szwajcaria | Hansueli Mumenthaler     | 1:50,0 |
| 2.  | Grecja     | Konstandinos Michailidis | 1:50,8 |
| 3.  | Portugalia | José Pina                | 1:51,1 |
| 4.  | Hiszpania  | Virgilio González        | 1:51,6 |

### Bieg na 1500 metrów
| Lp. | Państwo    | Zawodnik          | Wynik  |
| --- | ---------- | ----------------- | ------ |
| 1.  | Szwajcaria | Hansruedi Knill   | 3:52,9 |
| 2.  | Hiszpania  | José María Morera | 3:52,9 |
| 3.  | Grecja     | Joanis Wirwilis   | 3:56,0 |
| 4.  | Portugalia | Carlos Tavares    | 3:56,4 |

### Bieg na 5000 metrów
| Lp. | Państwo    | Zawodnik        | Wynik   |
| --- | ---------- | --------------- | ------- |
| 1.  | Hiszpania  | Javier Álvarez  | 14:04,5 |
| 2.  | Portugalia | Anacleto Pinto  | 14:12,0 |
| 3.  | Szwajcaria | Walter Huss     | 14:15,8 |
| 4.  | Grecja     | Joanis Wirwilis | 14:17,6 |

### Bieg na 10 000 metrów
| Lp. | Państwo    | Zawodnik         | Wynik   |
| --- | ---------- | ---------------- | ------- |
| 1.  | Hiszpania  | Carlos Pérez     | 30:04,6 |
| 2.  | Portugalia | Anacleto Pinto   | 30:39,0 |
| 3.  | Grecja     | Dimitrios Wuros  | 31:04,4 |
| 4.  | Szwajcaria | Werner Dössegger | 31:40,6 |

### Bieg na 110 metrów przez płotki
| Lp. | Państwo    | Zawodnik            | Wynik |
| --- | ---------- | ------------------- | ----- |
| 1.  | Szwajcaria | Werner Kuhn         | 14,5  |
| 2.  | Grecja     | Atanasios Lazaridis | 14,6  |
| 3.  | Hiszpania  | Rafael Cano         | 14,6  |
| 4.  | Portugalia | Alberto Matos       | 14,8  |

### Bieg na 400 metrów przez płotki
| Lp. | Państwo    | Zawodnik           | Wynik |
| --- | ---------- | ------------------ | ----- |
| 1.  | Szwajcaria | Hansjörg Wirz      | 53,5  |
| 2.  | Hiszpania  | Manuel Gayoso      | 53,5  |
| 3.  | Portugalia | Mena Antunes       | 54,6  |
| 4.  | Grecja     | Georgios Birmbilis | 55,3  |

### Bieg na 3000 metrów z przeszkodami
| Lp. | Państwo    | Zawodnik        | Wynik  |
| --- | ---------- | --------------- | ------ |
| 1.  | Szwajcaria | Hans Menet      | 8:56,8 |
| 2.  | Hiszpania  | Mariano Haro    | 9:02,6 |
| 3.  | Portugalia | José Lourenço   | 9:15,2 |
| 4.  | Grecja     | Ewangelos Pawlu | 9:41,2 |

### Sztafeta 4 × 100 metrów
| Lp. | Państwo    | Zawodnicy                                                               | Wynik |
| --- | ---------- | ----------------------------------------------------------------------- | ----- |
| 1.  | Szwajcaria | Max Barandun Markus Bieri Rudolf Oegerli Philippe Clerc                 | 40,8  |
| 2.  | Hiszpania  | Juan Carlos Jones Pedro Carda José Luis Sánchez Paraíso Ramón Magariños | 40,8  |
| 3.  | Grecja     | Nikolaos Argiris Nikolaidis Charis Ajwaliotis Atanasios Lazaridis       | 41,3  |
| 4.  | Portugalia | Pedro Matos José Magalhães Marcenal Andrade Luís Fonseca e Silva        | 42,2  |

### Sztafeta 4 × 400 metrów
| Lp. | Państwo    | Zawodnicy                                                             | Wynik  |
| --- | ---------- | --------------------------------------------------------------------- | ------ |
| 1.  | Szwajcaria | Haas Peter Laeng Marco Montalbetti René Salm                          | 3:11,9 |
| 2.  | Hiszpania  | Rogelio Rivas Manuel Gayoso Ramón Magariños Álvaro González           | 3:11,9 |
| 3.  | Grecja     | Nikolaos Regukos Konstandinos Mihailidis Atanasios Lazaridis Gisatzis | 3:16,3 |
| 4.  | Portugalia | Marcenal Andrade Mário Paiva José Magalhães José Barceló de Carvalho  | 3:19,0 |

### Skok wzwyż
| Lp. | Państwo    | Zawodnik                   | Wynik |
| --- | ---------- | -------------------------- | ----- |
| 1.  | Grecja     | Joanis Kusulas             | 2,02  |
| 2.  | Hiszpania  | José Antonio Martín Mateos | 1,93  |
| 3.  | Szwajcaria | Fredi Banz                 | 1,93  |
| 4.  | Portugalia | Júlio Fernandes            | 1,93  |

### Skok o tyczce
| Lp. | Państwo    | Zawodnik             | Wynik |
| --- | ---------- | -------------------- | ----- |
| 1.  | Grecja     | Christos Papanikolau | 4,90  |
| 2.  | Hiszpania  | Ignacio Sola         | 4,80  |
| 3.  | Portugalia | Manuel dos Santos    | 4,10  |
| 4.  | Szwajcaria | Werner Duttweiler    | 4,00  |

### Skok w dal
| Lp. | Państwo    | Zawodnik            | Wynik |
| --- | ---------- | ------------------- | ----- |
| 1.  | Grecja     | Demostenis Maglaras | 7,43  |
| 2.  | Szwajcaria | Linus Rebmann       | 7,35  |
| 3.  | Portugalia | Tadeu Freitas       | 7,12  |
| 4.  | Hiszpania  | Jacinto Segura      | 6,82  |

### Trójskok
| Lp. | Państwo    | Zawodnik          | Wynik |
| --- | ---------- | ----------------- | ----- |
| 1.  | Grecja     | Michail Karajanis | 15,80 |
| 2.  | Hiszpania  | Jesús Bartolomé   | 15,21 |
| 3.  | Portugalia | Júlio Fernandes   | 15,11 |
| 4.  | Szwajcaria | André Bänteli     | 14,94 |

### Pchniecie kulą
| Lp. | Państwo    | Zawodnik              | Wynik |
| --- | ---------- | --------------------- | ----- |
| 1.  | Szwajcaria | Edy Hubacher          | 17,33 |
| 2.  | Grecja     | Georgios Tsakanikas   | 16,91 |
| 3.  | Portugalia | José Galvão           | 14,80 |
| 4.  | Hiszpania  | Alfonso Vidal Quadras | 14,55 |

### Rzut dyskiem
| Lp. | Państwo    | Zawodnik         | Wynik |
| --- | ---------- | ---------------- | ----- |
| 1.  | Szwajcaria | Josef Bächli     | 51,56 |
| 2.  | Hiszpania  | José Banzo       | 49,12 |
| 3.  | Grecja     | Antonios Kunadis | 48,76 |
| 4.  | Portugalia | José Galvão      | 43,62 |

### Rzut młotem
| Lp. | Państwo    | Zawodnik           | Wynik |
| --- | ---------- | ------------------ | ----- |
| 1.  | Szwajcaria | Ernst Ammann       | 64,16 |
| 2.  | Hiszpania  | José Luis Martínez | 59,65 |
| 3.  | Portugalia | Carlos Sustelo     | 58,94 |
| 4.  | Grecja     | Jeorjos Babaniotis | 58,46 |

### Rzut oszczepem
| Lp. | Państwo    | Zawodnik                 | Wynik |
| --- | ---------- | ------------------------ | ----- |
| 1.  | Szwajcaria | Urs von Wartburg         | 74,82 |
| 2.  | Hiszpania  | Alfonso de Andrés        | 67,76 |
| 3.  | Grecja     | Charambolos Papachristos | 65,82 |
| 4.  | Portugalia | Santinho das Neves       | 63,04 |